# Damazan
Damazan é uma comuna francesa na região administrativa da Nova Aquitânia, no departamento Lot-et-Garonne. Estende-se por uma área de 16,39 km². Em 2010 a comuna tinha 1 407 habitantes (densidade: 85,8 hab./km²).